# Nycteola ramosanoides
Nycteola ramosanoides är en fjärilsart som beskrevs av Claude Dufay 1958. Nycteola ramosanoides ingår i släktet Nycteola och familjen trågspinnare. Inga underarter finns listade i Catalogue of Life.